# ويليام جي. إيست
ويليام جي. إيست (بالإنجليزية: William G. East)‏ هو محامي وقاضي أمريكي، ولد في 25 أبريل 1908 في ليكومبتون في الولايات المتحدة، وتوفي في 27 أبريل 1985 في يوجين في الولايات المتحدة.